# Luis Astey
Luis Astey Vázquez (Guadalajara, Jalisco, 12 de abril de 1921 - Ciudad de México, 30 de diciembre de 1997) fue un abogado, filólogo,traductor, editor, investigador y académico mexicano.

## Semblanza biográfica
Sus padres y las tías con las que creció fueron fervientes católicos, llegando a tomar parte en la guerra Cristera al esconder sacerdotes en su domicilio particular. Por su parte, y a pesar de haber realizado sus primeros estudios en un colegio marista, Luis Astey se declaró agnóstico. Licenciado en derecho por la Universidad Autónoma de Guadalajara (1944), realizó también estudios de literatura dramática latina medieval con Gustave Cohen en La Sorbona, y de acadio y literatura mesopotámica con René Labat en la École Pratique des Hautes Études (1948-1950). Asimismo, estudió literatura dramática clásica en la Escuela de Posgraduados de Harvard (1959-60); aunque no obtuvo título alguno ni publicó los resultados del trabajo realizado durante esta estancia académica, hizo una investigación acerca de los fragmentos de Eurípides bajo la dirección de Werner Wilhelm Jaeger.
Fue catedrático de historia de la cultura y de literatura (1946-1973), así como director de la biblioteca en el Instituto Tecnológico y de Estudios Superiores de Monterrey (ITESM); durante sus años en el ITESM, colaboró como autor y como asesor editorial del arquitecto Manuel Rodríguez Vizcarra —catedrático de la Facultad de Arquitectura y promotor de la cultura en Monterrey— para la colección Poesía en el Mundo, fundada y dirigida por este último en el marco de la Asociación de Estudiantes de Arquitectura del Tec de Monterrey.  
En la segunda época de su vida académica, fue catedrático del Departamento de Estudios Generales (1973-1997) y miembro del Consejo Editorial de la revista Estudios en el Instituto Tecnológico Autónomo de México (ITAM). Durante esta segunda época, colaboró como profesor de literatura española medieval en la Maestría en Letras Españolas de la Facultad de Filosofía y Letras en la Universidad Nacional Autónoma de México, y como investigador y profesor de ecdótica del Doctorado en Letras Hispánicas en El Colegio de México. 
El 11 de noviembre de 1993 fue nombrado miembro de número de la Academia Mexicana de la Lengua; tomó posesión de la silla XXXVI el 7 de febrero de 1995.

## Obras publicadas
- El poema de la creación Enuma elish, en 1961.
- Sponsus: un drama medieval latino-románico, en 1969.
- "El Danielis ludus de la Catedral de Beauvais", en 1969.
- El Ludus de Nativitate de Benediktbeuern, en 1970.
- Dramas latinos medievales del ciclo de navidad, en 1970.
- Peregrinus, en 1971.
- Una edición del "Pergamino Vindel", en 1978.
- Biblioteca novohispana: procedimientos de edición, en 1985.
- Enuma elish, en 1989 (segunda edición ampliada y puesta al día del texto de 1961).
- Hrotsvita de Gandersheim. Los seis dramas, en 1990. Fondo de Cultura Económica.
- Dramas litúrgicos del Occidente medieval, en 1992. Colegio de México-Conacyt-ITAM.
- "El Ordo Virtutum de Hildegard von Bingen", en 1992.
- Los tres dramas de Hilario y otros tres dramas temáticamente afines, en 1995.
- Hrotsvita de Gandersheim. Las ocho leyendas, en 1999 (póstumo). Colegio de México.
- Ludus de Antichristo. Drama del Anticristo, en 2001 (póstumo).